# Ford S-MAX
O Ford S-MAX é um MPV ("multi-purpose vehicle" em português "veiculo multiusos) produzido pela Ford Europa. A Ford também classifica este veiculo como um SAV ("sports activity vehicle", em português "veiculo de actividade desportivo").
O Ford S-Max, está actualmente na segunda geração, tendo a primeira geração sido produzida entre 2006 e 2015 e sido foi feito um facelift em 2010.